# ويليام إي. ويلسون
ويليام إي. ويلسون (بالإنجليزية: William E. Wilson)‏ هو سياسي أمريكي، ولد في 9 مارس 1870 في ماونت فيرنون في الولايات المتحدة، وتوفي في 29 سبتمبر 1948 في إيفانسفيل في الولايات المتحدة. حزبياً، نشط في الحزب الديمقراطي. وقد انتخب عضو مجلس النواب الأمريكي.